# Emma Lahana
Emma Kate Lahana (* 27. Juni 1984 in Auckland) ist eine neuseeländische Schauspielerin.

## Leben und Karriere
Emma Lahana sammelte ihre ersten schauspielerischen Erfahrungen im Schultheater, wo sie auch für die Seifenoper Shortland Street entdeckt wurde, in der sie von 2000 bis 2001 mitspielte. Von 2004 bis 2007 war sie in verschiedenen Power-Rangers-Serien als Kira Ford alias der Yellow DinoThunder Ranger zu sehen. Neben mehreren kleinen Auftritten in verschiedenen Serien spielte sie auch in Fernsehfilmen und Direct-to-Video-Produktionen wie Alien Agent, Nobody, Girlfriend Experience, Polar Storm oder Big Time Movie mit. Zu ihren größeren Serienauftritten zählt neben Hellcats, in der sie die Rolle der Charlotte Monroe spielt, auch Haven, in welcher sie Jennifer Mason darstellt. Für den 2013 erschienenen Film Afterparty war sie das erste Mal als Produzentin tätig. Im Januar 2018 verkündete sie, dass sie Teil der Serie Marvel’s Cloak & Dagger sein werde, in welcher sie Detective Brigid O’Reilly verkörpert.

## Filmografie
- 2000–2001: Shortland Street (Seifenoper)
- 2003: Ver-wünscht! (You Wish!, Fernsehfilm)
- 2004: Power Rangers Dino Thunder (Fernsehserie, 38 Folgen)
- 2005: Power Rangers S.P.D. (Fernsehserie, 2 Folgen)
- 2007: Supernatural (Fernsehserie, eine Folge)
- 2007: Kyle XY (Fernsehserie, eine Folge)
- 2007: Alien Agent
- 2007: Power Rangers Operation Overdrive (Fernsehserie, 2 Folgen)
- 2007: Die Geheimnisse von Whistler (Whistler, Fernsehserie, eine Folge)
- 2007: Nobody (Fernsehfilm)
- 2008: Stargate Atlantis (Fernsehserie, eine Folge)
- 2008: The L Word – Wenn Frauen Frauen lieben (The L Word, Fernsehserie, eine Folge)
- 2008: Schlappschuss 3 – Die Junior Liga (Slap Shot 3: The Junior League)
- 2009: Girlfriend Experience
- 2009: Ratko: The Dictator’s Son
- 2009: Psych (Fernsehserie, eine Folge)
- 2009: Polar Storm (Fernsehfilm)
- 2009: The Guard (Fernsehserie, 3 Folgen)
- 2010: Take Down: Niemand kann ihn stoppen (Transparency)
- 2010: Dear Mr. Gacy
- 2010–2011: Heartland – Paradies für Pferde (Heartland, Fernsehserie, 2 Folgen)
- 2010–2011: Hellcats (Fernsehserie, 12 Folgen)
- 2011: Trading Christmas (Fernsehfilm)
- 2012: Big Time Movie (Fernsehfilm)
- 2012: Emily Owens (Emily Owens, M.D., Fernsehserie, eine Folge)
- 2013: Arctic Air (Fernsehserie, 6 Folgen)
- 2013: Afterparty
- 2013: Haven (Fernsehserie, 11 Folgen)
- 2018: Private Eyes (Fernsehserie, eine Folge)
- 2018–2019: Marvel’s Cloak & Dagger (Fernsehserie, 17 Folgen)
- 2021: Safer at Home
- 2025: The Rookie (Fernsehserie, Folge 7x14)